# 대한민국-캐나다 관계
대한민국-캐나다 관계는 구한말 시대부터 한국 전쟁을 거쳐 1963년 1월 14일에 수교를 하여 현재까지 이르렀다. 캐나다는 서울에 대사관, 부산에 영사관을 두고 있다. 대한민국은 오타와에 대사관을 두고있고, 밴쿠버, 토론토, 몬트리올에 총영사관을 두고 있다. 양국은 모두 APEC, G20, OECD 회원국이다. 양국은 2023년을 기점으로 수교 60주년을 맞이하였다.

## 역사
양국 간 접촉은 19세기 캐나다인들이 한반도에 온 첫 서양인들 중 일부였을 때로 거슬러 올라간다. 이들 중 대부분은 기독교 선교사였고 후에 비종교 활동도 했다.목사 제임스 S 게일(1863년 ~ 1937년)은 한영사전을 펴냈는데 동양에서 한국에 대한 학문적 연구를 위한 최초의 그리고 가장 효과적인 도구가 됐다. 그리고 개인적으로 성경을 한국어로 번역했다. 올리버 R 아비슨(Oliver R. Avison)은 고종의 개인 의사였고 한국에서 근대의학을 세웠다고 여겨진다. 1947년 캐나다가 유엔한국감시단에 참가할 때 공식적 접촉이 시작했고 캐나다는 1949년 대한민국을 승인했다.
한국 전쟁 때 캐나다는 유엔군 일원으로 26,791명, 구축함 8척, 해군 3621명, 미국 공군 제5군 소속으로 22명의 전투기 조종사와 몇몇 기술진들을 파병했다. 캐나다는 정전 협정을 통해서 오늘날까지 평화유지활동을 계속하고 있으며, 유엔군사령부 회원국 중 하나이다. 한국 전쟁은 '잊힌 전쟁'으로 불렸기에 대중 인식은 1997년 온타리오주 브램턴에 국가적 기념물인 ‘기억의 벽’ 건립과 함께 재고됐다. 한국 전쟁에서 캐나다인 516명이 전사했고 378명은 부산 UN기념공원에 묻혔다.

## 관계의 발전
- 1963년 수교
- 2022년 포괄적 전략 동반자관계 격상[11]

## 무역
2018년 대한민국은 캐나다가 7번째로 수출을 가장 많이 하는 나라로 아시아 3번째였다. 2019년 캐나다 총리 스티븐 하퍼가 아시아 순방 중 서울을 찾았다. 양국은 개방적이고 확대된 무역관계를 논의했다. 기술 및 자원 분야의 무역진척이 시사됐음에도 대한민국은 캐나다 우육 금수조치를 하지 않았다. 2011년 10월 캐나다 농산부 장관 게리 리츠가 대한민국이 연말까지 캐나다 우육에 대한민국 시장을 개방할 것이 확실하다고 밝혔다. 이 금수조치는 2003년 이래로 존재했다.
2012년 양국 무역액은 101억 캐나다 달러에 도달했다. 캐나다의 대한민국에 대한 수출액은 37억 캐나다 달러, 대한민국의 캐나다에 대한 수출액은 63억 캐나다 달러였다. 캐나다의 대한민국에 대한 수출품목은 원자재, 원유, 곡물, 목재 펄프, 육류였고 대한민국의 캐나다에 대한 수출 품목은 자동차, 전자기기, 기계, 정제된 석유 제품이다. 2012년 금수조치가 풀렸다. 캐나다는 FTA를 비롯한 여러 분야에서 대한민국과의 관계를 계속 크게 진척한다.
2014년 3월 11 스티븐 하퍼 총리와 박근혜 대통령은 새로운 FTA 협상을 결정했다. 2015년 1월 1일, 한국과 캐나다 간 자유무역협정이 발표되었다.

## 같이 보기
- 6.25 전쟁 기간 캐나다의 군사사